# Alan MacDiarmid
Alan Graham MacDiarmid (Masterton, Nova Zelândia, 14 de abril de 1927 — Drexel Hill, Pennsylvania, 7 de fevereiro de 2007) foi um químico estadunidense, de origem neozelandesa. Nasceu na Nova Zelândia, mas viveu nos Estados Unidos desde 1945 até sua morte.
Doutorado em química pela Universidade do Wisconsin-Madison em 1953, e pela Cambridge em 1955. Nesse mesmo ano ingressou como professor na Universidade da Pensilvânia e, em 1964, obteve o cargo de professor numerário. É titular da cátedra Blanchart de Química nessa mesma Universidade, cargo que ocupa desde 1988.
Seus estudos sobre polímeros orgânicos condutores começaram em 1975, ano que contactou com o doutor Hideki Shirakawa, do  Instituto Tecnológico de Tókio. Desde  então tem mantido uma estreita colaboração com ele, assim como com o doutor Alan J Heeger, físico de Universidade da Pensilvânia.
Atualmente seus interesses científicos estão centrados nos polímeros condutores mais importantes do ponto de vista tecnológico, como a polianilina e os polímeros orgânicos fotoemissores. Publicou mais de 600 artigos científicos nas mais prestigiosas revistas, e é possuidor de mais de vinte patentes no campo dos polímeros orgânicos condutores, especialmente do poliacetileno e da polianilina.
Foi laureado com numerosos prêmios, dentre os quais destacando-se o Prêmio em Materiais Químicos, outorgado pela Sociedade Americana de Química em 1999. 
Foi laureado com o Nobel de Química de 2000, por sua contribuição ao desenvolvimento da ciência e aplicações dos polímeros orgânicos com capacidade para conduzir a corrente elétrica, prêmio que compartilhou com o físico norte-americano Alan Heeger e o químico japonês Hideki Shirakawa.
Morreu aos 79 anos, depois de uma queda em sua casa, próximo de Filadélfia.

## Publicações selecionadas
- Chiang, C.K.; Druy, M.A.; Gau, S.C.; Heeger, A.J.; Louis, E.J.; MacDiarmid, A.G.; Park, Y.W.; Shirakawa, H., "Synthesis of Highly Conducting Films of Derivatives of Polyacetylene, (CH)x," J. Am. Chem. Soc., 100, 1013 (1978).
- Chiang, J.-C., and MacDiarmid, A.G., "Polyaniline': Protonic Acid Doping of the Emeraldine Form to the Metallic Regime,"  Synth. Met., 13, 193 (1986).
- MacDiarmid, A.G.; Chiang, J.-C.; Richter, A.F.; Epstein, A.J., "Polyaniline: A New Concept in Conducting Polymers," Synth. Met., 18, 285 (1987).
- MacDiarmid, A.G., Yang, L.S., Huang, W.-S., and Humphrey, B.D., "Polyaniline: Electrochemistry and Application to Rechargeable Batteries".  Synth. Met., 18, 393 (1987).
- Kaner, R.B.; MacDiarmid, A.G., "Plastics That Conduct Electricity," Scientific American, 106 (February 1988).
- MacDiarmid, A.G.; Epstein, A.J., " 'Synthetic Metals': A Novel Role for Organic Polymers," Macromol. Chem., 51, 11 (1991).
- MacDiarmid, A.G.; Epstein, A.J., "Science and Technology of Conducting Polymers," in Frontiers of Polymer Research, P.N. Prasad and J.K. Nigam, Eds., Plenum Press, New York, 1991, p. 259.
- Wang, Z.H.; Li, C.; Scherr, E.M.; MacDiarmid, A.G.; Epstein, A.J., "Three Dimensionality of 'Metallic' States in Conducting Polymers: Polyaniline," Phys. Rev. Lett., 66, 1745 (1991).
- MacDiarmid, A.J.; Epstein, A.J., "The Concept of Secondary Doping as Applied to Polyaniline," Synth. Met., 65, 103 (1994).
- MacDiarmid, A.G., Zhou, Y., Feng, J., Furst, G.T., and Shedlow, A.M., "Isomers and Isomerization Processes in Poly-Anilines," Proc. ANTEC '99, Soc. Plastics Engr., 2, 1563 (1999).
- MacDiarmid, A.G. , Norris, I.D., Jones, J.W.E., El-Sherif, M.A., Yuan, J., Han, B. and Ko, F.K., "Polyaniline Based Chemical Transducers with Sub-micron Dimensions," Polymeric Mat. Sci. & Eng., 83, 544 (2000).
- Norris, I.D., Shaker, M.M., Ko, F.K., and MacDiarmid, A.G., "Electrostatic Fabrication of Ultrafine Conducting Fibers: Polyaniline/Polyethylene Oxide Blends," Synth. Met., 114, 2 (2000).
- MacDiarmid, A.G., Jones, J.W.E., Norris, I.D., Gao, J., Johnson, J.A.T., Pinto, N.J., Hone, J., Han, B., Ko, F.K., Okuzaki, H., and Llaguno, M., "Electrostatically-Generated Nanofibers of Electronic Polymers," Synth. Met., 119, 27-30 (2001).
- Shimano, J.Y., and MacDiarmid, A.G., "Phase Segregation in Polyaniline: A Dynamic Block Copolymer," Synth. Met., 119, 365-366 (2001).
- Wang, P.C., and MacDiarmid, A.G., "Dependency of Properties of In Situ Deposited Polypyrrole Films on Dopant Anion and Substrate Surface," Synth. Met., 119, 267-268 (2001).
- Hohnholz, D., and MacDiarmid, A.G., "Line Patterning of Conducting Polymers: New Horizons for Inexpensive, Disposable Electronic Devices," Synth. Met., 121, 1327-1328 (2001).
- Premvardhan, L., Peteanu, L.A., Wang, P.-C., and MacDiarmid, A.G., "Electronic Properties of the Conducting Form of Polyaniline from Electroabsorption Measurements," Synth. Met., 116, 157-161 (2001).
- MacDiarmid, A.G. “Twenty-five Years of Conducting Polymers”.  Chem. Comm., 1-4  (2003).
- Tanner, D.B.; Doll, G.L.; Rao, A.M.; Eklund, P.C.; Arbuckle, G.A.; MacDiarmid, A.G. “Optical properties of potassium-doped polyacetylene”.  Synth. Met., 141, 75-79 (2004).
- Hohnholz, D.; Okuzaki,H.; MacDiarmid, A.G. “Plastic electronic devices through line patterning of conducting polymers”.  Adv. Funct. Mater., 15, 51-56 (2005).
- Venancio, E.C; Wang, P-C.; MacDiarmid, A.G. “The Azanes: A Class of Material Incorporating Nano/Micro Self-Assembled Hollow Spheres Obtained By Aqueous Oxidative Polymerization of Aniline”. Synth. Met., 156, 357 (2006).
- MacDiarmid, A.G.; Venancio, E.C. “Agrienergy (Agriculture/Energy): What Does the Future Hold?”. Experimental Biology and Medicine., 231, 1212 (2006).